# Saroj Khan
Saroj Khan, nata Nirmala Nagpal (Mumbai, 22 novembre 1948 – 3 luglio 2020), è stata una coreografa indiana.
Nella sua carriera, cominciata nel 1958, ha coreografato oltre 3000 canzoni per il cinema indiano.

## Premi
- National Film Awards
  - 2003: "Best Choreography"
  - 2006: "Best Choreography"
  - 2008: "Best Choreography"
- Filmfare Awards
  - 1989: "Best Choreography"
  - 1990: "Best Choreography"
  - 1991: "Best Choreography"
  - 1993: "Best Choreography"
  - 1994: "Best Choreography"
  - 2000: "Best Choreography"
  - 2003: "Best Choreography"
  - 2008: "Best Choreography"
- American Choreography Award
  - 2002: "Outstanding Achievement in Feature Film"
- Nandi Awards
  - 1998: "Nandi Award for Best Choreographer"
- Zee Cine Awards
  - 2003: "Best Choreography"
- Kalakar Awards
  - 2011: 19th Annual Kalakar Achiever Award "Outstanding Contribution in Dance Choreography"
- International Indian Film Academy Awards
  - 2000: "IIFA Award for Best Choreography"
  - 2019: "IIFA Lifetime Achievement Award"